# Omorgus funestus
Omorgus funestus is een keversoort uit de familie beenderknagers (Trogidae). De wetenschappelijke naam van de soort is voor het eerst geldig gepubliceerd in 1886 door Lansberge.